# Коджо Азіангбе
Коджо Азіангбе (фр. Kodjo Aziangbe, нар. 14 грудня 2003, Цевіє) — тоголезький футболіст, півзахисник українського клубу «Зоря» та національної збірної Того.

## Клубна кар'єра
У дорослому футболі дебютував 2021 року виступами за команду «Аль-Наср» (Дубай), в якій провів два сезони, взявши участь у 21 матчі чемпіонату.
1 вересня був відданий в оренду на сезон до «Зорі» (Луганськ). 12 жовтня дебютував за клуб у матчі 1/8 фіналу Кубка України проти «Маріуполя» (1:0), а вже 20 жовтня дебютував і у Прем'єр-лізі в матчі з «Оболонню» (4:2). Станом на 5 грудня 2023 року відіграв за луганську команду 4 матчі в національному чемпіонаті.

## Виступи за збірну
14 червня 2023 року дебютував в офіційних матчах у складі національної збірної Того в товариській грі проти Лесото (2:0), замінивши на 63 хвилині Самуеля Асамоа.
| Дата      | Місто        | Господарі | Результат | Гості      | Турнір                                  | Голи | Примітки |
| --------- | ------------ | --------- | --------- | ---------- | --------------------------------------- | ---- | -------- |
| 14-6-2023 | Йоганнесбург | Того      | 2 – 0     | Лесото     | товариський матч                        | -    | 63'      |
| 18-6-2023 | Мбомбела     | Есватіні  | 0 – 2     | Того       | Відбір до Кубка африканських націй 2023 | -    | 70'      |
| 10-9-2023 | Ломе         | Того      | 3 – 2     | Кабо-Верде | Відбір до Кубка африканських націй 2023 | -    | 46'      |
| Усього    |              | Матчів    | 2         |            | Голів                                   | 0    |          |